# Sipihr Shikoh
Sipihr Shikoh Mirza (in persiano میرزا سپهر شیکوه‎; Agra, 13 ottobre 1644 – Delhi, 3 luglio 1708) è stato un principe indiano della dinastia Moghul, figlio di Dara Shikoh e Nadira Banu Begum.

## Biografia
Sipihr Shikoh nacque il 13 ottobre 1644 ad Agra. Suo padre era Dara Shikoh, figlio maggiore ed erede presuntivo dell'imperatore Moghul Shah Jahan, mentre sua madre era Nadira Banu Begum, cugina di Dara in quanto figlia del principe Parviz Mirza. 
Nel 1658, Shah Jahan fu deposto e si scatenò una guerra per il trono fra Dara Shikoh e suo fratello Aurangzeb. Sipihr prese parte alla campagna militare del padre, guidando la cavalleria durante la battaglia di Samugarh (28 maggio 1658) insieme al generale Rustam Khan Dakhini. Fu anche preso in considerazione come comandante a Sultanpur, anche se non poté prendere posizione a causa del cattivo tempo.  Promesso sposo alla figlia del Rao di Cutch, il fidanzamento fu interrotto quando Dara e la sua famiglia, sconfitti, dovettero fuggire da Lahore. Sipihr fece un ultimo tentativo di garantirsi un'alleanza contro lo zio visitando Jaswant Singh di Marwar, ma questi rifiutò di schierarsi. Il 12 aprile 1659 prese parte alla battaglia di Deorai come comandante del quarto battaglione. La battaglia fu persa e Sipihr fu costretto a fuggire prima a Merta, poi a Ajmer e infine a Ahmedabad, il cui governatore gli negò asilo. Il 9 giugno 1659 venne catturato da Malik Jiwan e consegnato a suo zio a Delhi, che lo fece sfilare in catene per le strade per poi rinchiuderlo nel Forte di Gwalior. 
Il 16 dicembre 1672, ricevette il perdono di Aurangzeb insieme al figlio di questi, Muhammad Mirza Sultan. Il 30 gennaio 1673, Sipihr sposò sua cugina Zubdatunnissa Begum, figlia di Aurangzeb. La cerimonia fu organizzata da Gauharara Begum e Hamida Banu Begum e si celebrò alla presenza dell'imperatore. Alla coppia fu assegnata una rendita annua di 6.000 rupie. Ebbero un solo figlio, che non sopravvisse. 
Sipihr morì il 3 luglio 1708 a Delhi, un anno dopo la consorte, e venne sepolto ad Amendolara. 

## Discendenza
Da sua moglie, ebbe un unico figlio:
- Ali Tabar Mirza (13 luglio 1676 - dicembre 1676). Morto neonato.